# 5473 Yamanashi
5473 Yamanashi è un asteroide della fascia principale. Scoperto nel 1988, presenta un'orbita caratterizzata da un semiasse maggiore pari a 2,3842019 UA e da un'eccentricità di 0,1617548, inclinata di 7,95374° rispetto all'eclittica.